# Rui Pedro Silva (allenatore di calcio)
Rui Pedro Teixeira de Jesus da Silva, noto semplicemente come Rui Pedro Silva (Porto, 14 marzo 1977), è un allenatore di calcio portoghese, tecnico in seconda del Nottingham Forest.

## Carriera
Ha iniziato la carriera da allenatore nello staff tecnico di Jesualdo Ferreira, con cui ha trascorso sette anni e per il quale ha fatto da vice nelle esperienze con Malaga e Panathīnaïkos. In seguito è stato per otto anni il vice di Nuno Espírito Santo, con cui ha lavorato alla guida di Rio Ave, Valencia, Porto e Wolverhampton
Il 19 dicembre 2021 diventa il nuovo tecnico del Famalicão, sostituendo l'esonerato Ivo Vieira.